# Lärmschutzeinhausung Lövenich
Die Lärmschutzeinhausung Lövenich, auch Tunnel Lövenich oder Autobahntunnel Köln Lövenich oder auch Einhausung Lövenich genannt, ist eine 1500 Meter lange Lärmschutz-Einhausung der A1 im Stadtgebiet Köln.
Sie wurde in einer Stahl-Glas-Konstruktion ausgeführt, die in siebenjähriger Bauzeit als Pilotprojekt errichtet und im Jahr 2014 fertiggestellt wurde.

## Lage
Die Einhausung beginnt im Stadtteil Junkersdorf an der Jungbluthgasse und führt an der Grenze von Weiden und Müngersdorf unter der Aachener Straße hindurch, bis zur Eisenbahnbrücke der DB-Strecke Köln–Aachen in Lövenich.

## Geschichte
In den 1990er Jahren plante Straßen.NRW den Ausbau der Autobahn auf sechs Spuren. Die Anlieger der Stadtviertel aus Junkersdorf, Müngersdorf, Weiden und Lövenich klagten dagegen und erreichten 1993 den gerichtlichen Beschluss, dass die Verbreiterung nur unter Durchführung einer geeigneten Lärmschutzmaßnahme durchzuführen sei.

## Konstruktion
Die Einhausung ist 1500 Meter lang, 38 Meter breit und besteht aus zwei Tunnelröhren mit jeweils drei Fahrspuren pro Fahrtrichtung.
Die verglaste Oberfläche beträgt 30.000 m², mit rund 20.000 einzelnen Glasscheiben. Insgesamt besteht die Lärmschutzeinhausung aus drei Betonwänden mit rund 4,5 m lichter Höhe, je eine an den Fahrbahnseiten und eine auf dem Mittelstreifen.
Sie beinhaltet 1500 jeweils 2,5 Tonnen schwere Fensterelemente, die als Rauch und Wärmeabzugsanlage fungieren und über elektrische Zahnstangenantriebe verstellbar sind.
Die Einhausung wird von 5 Brücken mit unterschiedlichen Richtungswinkeln gequert. Um die Übergänge anzupassen, wurden Pflanztröge eingefügt, die als Anpassmodule fungieren und einen rechtwinkligen Übergang zur Lärmschutzeinhausung schaffen.
Die Planung wurde durch zahlreiche Ingenieurbüros erstellt. Insgesamt soll die Lärmbelastung um 28 db gesenkt worden sein.
Die Baukosten betrugen 200 Millionen Euro. In der ursprünglichen Planung war man von einer Summe von umgerechnet 75 Millionen Euro ausgegangen.
Laut Straßen NRW handelt es sich um „Ein Maßstäbe setzendes Lärmschutzobjekt mit höchsten Sicherheitsstandards“.

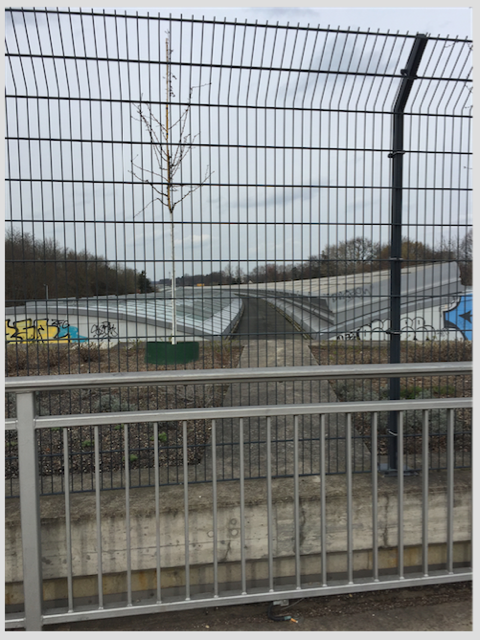
Pflanztrog im Vordergrund, Blick von Jungbluthgasse in Richtung Norden

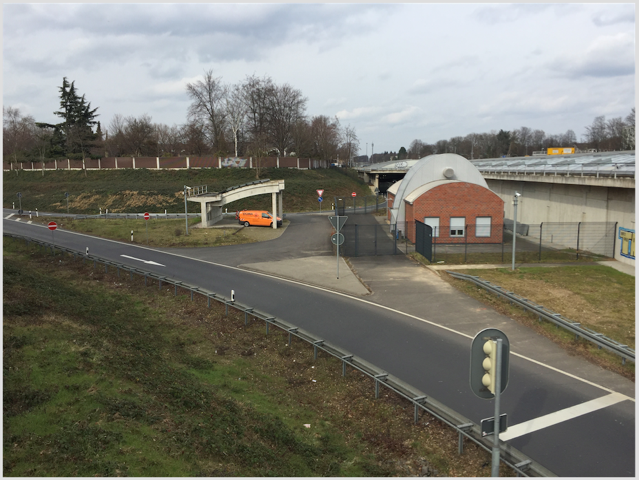
Betriebsgebäude des Tunnels mit Versuchsmodell der Einhausung als Carport genutzt

## Verkehr
Der Streckenabschnitt wird täglich von rund 130.000 Fahrzeugen frequentiert. Die zulässige Höchstgeschwindigkeit ist auf 80 Kilometer pro Stunde begrenzt, da es sich bei der Einhausung um ein Tunnelbauwerk handelt.

## Kritik
Auf Anfrage der CDU teilte der damalige Verkehrsminister Michael Groschek dem Landtag mit, dass die Landesregierung kein zweites Mal einen derart teuren Lärmschutztunnel bauen wolle, da sich das Modellprojekt aus heutiger Sicht nicht bewährt habe.
Roman Suthold vom ADAC spricht von einem „goldenen Wasserhahn unter den Tunneln“. Die 1,5 Kilometer lange Röhre „sei ein Fall für den Bundesrechnungshof“.
Der Bund der Steuerzahler bezweifelt, dass die Millionenausgaben gerechtfertigt sind und prüft den Vorgang.
Der Lieferinger Tunnel auf der A1 in Salzburg, bei dem es sich auch um eine Lärmschutzmaßnahme handelt und auch insgesamt 6 Fahrspuren durch zwei Röhren überdeckt wurden, kosteten 500 Meter lediglich 10,9 Millionen Euro. (4. Lieferdinger Tunnel)